# Влкова
Влкова (словац. Vlková) — село и одноимённая община в районе Кежмарок Прешовского края Словакии. В письменных источниках начинает упоминаться с 1278 года.

## География
Село расположено в западной части края, на юго-западных склонах горного массива Левочске-Врхи, при автодороге 536. Абсолютная высота — 673 метра над уровнем моря. Площадь муниципалитета составляет 11,81 км².

## Население
| Год:                | 1994 | 2004    | 2014     | 2024     |
| ------------------- | ---- | ------- | -------- | -------- |
| Количество человек: | 600  | 649     | 728      | 976      |
| Разница:            |      | +8,16 % | +12,17 % | +34,06 % |

По данным последней официальной переписи 2011 года, численность населения Влковы составляла 703 человека.
Национальный состав населения (по данным переписи населения 2011 года):
| Национальность | Численность, человек |
| -------------- | -------------------- |
| словаки        | 664                  |
| другие         | 1                    |
| не указана     | 38                   |